# مؤسسة إبداع للثقافة والآداب والفنون
مؤسسة إبداع للثقافة والآداب والفنون هي مؤسسة ثقافية فكرية أهلية يمنية خاصة تعنى بشئون الثقافة بمفهومها العام، وبقضايا الآداب والفنون أسسها الدكتور عبدالولي الشميري في العام 1995 و مقرها العاصمة اليمنية صنعاء

## أهداف المؤسسة
تسـعى المؤسسة وفقـاً لما تمتلـكه من إمـكانات وقدرات إلى تحقيق الأهداف التاليـة:
أ- المساهمة في إحياء التراث اليمني والعربي والإسلامي، وإبراز مآثره، وإنجازاته الحضارية.
ب- المساهمة في دعم ورعاية مختلف الأنشطة الثقافية والأدبية والفنية.
ج- الإسهام في بث الوعي الثقافي والأدبي بين أفراد المجتمع اليمني.
د- الإسهام في نشر الإبداعات الفكرية والأدبية، ورصد الحوافز والجوائز التشجيعية للأعمال الإبداعية المتفوقة.
هـ- الإسهام في تنمية وتشجيع المواهب الجديدة والإبداعات الشبابية في مختلف جوانب الآداب والفنون، والكشف عن المواهب والطاقات الأدبية المغمورة.
و- مدَّ الجسور الثقافية والأدبية مع المؤسسات والهيئات المماثلة في كافة الدول الشقيقة، والصديقة والسعي إلى إثراء الثقافة والآداب والفنون الإنسانية بنفائس الإبداعات اليمنية الأصيلة والاستفادة مما لدى الآخرين.
ز- الإسهام في جهود إحياء اللغة العربية الفصحى وآدابها، ونشر الوعي بخصوصياتها المتميزة، وإمكاناتها المتفوقة وعلاقاتها باللغات الأخرى، والدفاع عنها ضد كل محاولات التجهيل والتشكيك والتغريب.
ح- الإسهام في رعاية الأنشطة المتصلة بثقافة الأطفال وإبداعاتهم، والسعي إلى حمايتهم من مؤثرات التجهيل والانحراف.
ط- الإسهام في الجهود العاملة على محو الأمية من المجتمع اليمني.
ي- الإسهام في ازدهار الأنشطة الثقافية والأدبية، وانتشارها لدى كافة قطاعات الشعب.

## أهم انجازاتها
• أصدرت المؤسسة ضمن سلسلة إصدارات إلابداع أكثر من (30) ثلاثين كتاباً وإصداراً في مختلف المجالات الشعرية والأدبية والتاريخية والسياسية والتحقيق والفنون والآداب والدبلوماسية والتراث وغيرها.
• دعمت طباعة أكثر من (20) كتاباً
• ساهمت في إنشاء أكثر من (40) مكتبة مدرسية وعامة.
• قامت بتوزيع أكثر من عشرين ألف كتاب من إصدارتها وذلك على المكتبات والمؤسسات والمراكز الثقافية والإبداعية داخل اليمن وخارجها.
• أقامت المؤسسة أكثر من (150) فعالية ثقافية يمنية وعربية .
• شاركت في أكثر من (60) فعالية .
• أقامت ثلاثة معارض نوعية في الفنون التشكيلية والخطوط العربية .
• بالإضافة إلى فعاليات منتدى الإبداع الأسبوعي.
• وكذلك ملتقى الإبداع الأسبوعي.
• شاركت في معظم الفعاليات الثقافية التي أقامتها الوزارة أوالمؤسسات والمراكز الثقافية المماثلة.
• إنجاز موسوعة أعلام اليمن - تاليف الدكتورعبدالولي الشميري والتي ستصدر عن المؤسسة وهي أهم المشاريع الثقافية اليمنية على إلاطلاق.

## أهم الإصدارات
العربية لسان البيان والقرآن – منتدى المثقف العربي
مواجهة بين الأصالة والحداثة في الشعر العربي ـ منتدى المثقف العربي.
سجادة الخضر - شعر: عبدالرحمن طيب بعكر 2002م.
الأبعاد السياسية والأجتماعية في الامثال اليمانية – سعيد الجناحي - 2000م
ديوان الأنموذج الفائق للنظم الرائق - شعر: عبدالرحمن الآنسي، تحقيق د. عبد الولي الشميري
عناقيد (آدب وفن) - تأليف: عبدالرحمن طيب بعكر الحضرمي 1996م
شهاب غانم في بستان طاغور - إعداد د. عبدالحكيم الزبيدي.
سدود اليمن - أبرز مظاهر حضارتها القديمة - القاضي إسماعيل بن علي الأكوع
قلعة القاهرة - تاريخ قلعة القاهرة - تعز - د. عبدالولي الشميري 2014 م
الباقة الشعرية الأولى ( أوتار-قيثار- أزهار) د. عبد الولي الشميري
القوافى القلقة - الحارث بن الفضل الشميري – شعر - 2001
أمسية شعرية – 2001
عصارة الأيام – عبدالرحمن محمد الشريف - 2000
قبل الرحيل – يوسف العظم - 2000
مرآة قلب – عبدالقادر طيب بعكر - 1999
درر النحور - ديوان ابن هتيمل – تحقيق د. عبدالولي الشميري
فرسان الشعر ( مناظرة) مفضل إسماعيل الأبارة و محمد الزعبي - 2001
ملتقى الإبداع الشعرية الأول
شعب المرجان – حسن عبد الله الشرفي - 2001
خلجات القلب – عبدالله الضحوي - 2000
ربيع وأعاصير – عبدالقادر طيب بعكر- 2008
أوتار – د. عبدالولي الشميري – 2003
قيثار – د. عبدالولي الشميري – 2007
حنين من الشعر العربي - د. عبدالولي الشميري – 2004